# Állkapocsízület

Az állkapocsízület oldalról

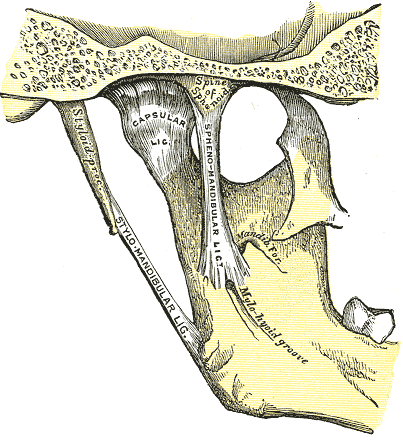
Az állkapocsízület mediális nézete, a két járulékos szalaggal

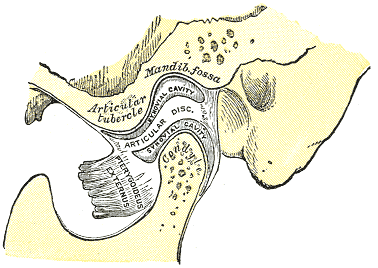
Az ízület sagittalis metszete

Az állkapocsízület (Articulatio temporomandibularis) a koponya egyetlen valódi ízülete, mely az állkapcsot a koponyához rögzíti, ugyanakkor lehetővé teszi az állkapocs elmozdulását.
Páros tojásízület, funkcionálisan a két ízület működési egységet alkot. Anatómiailag korlátolt szabadízületnek, ginglimo-artroidának tekintik. Mivel a két ízület között egy csont található, valamely mozgás során mindkettőben létrejön egy elmozdulás.

## Felépítése
Csontos elemei:
- ízvápa
- ízületi fej

Kötőszövetes elemek:
- Cartilago articularis – a csontok ízfelszíneit borítja. Ez nem az általában az ízületekre jellemző hialinporc, hanem kollagén rostos porc.
- Ízületi korong (discus articularis) – egy rostos porcból álló lemez, az ízvápa és az ízületi fej között helyezkedik el, kitölti a rést. Alakja ovális, hossztengelye harántállású, szélei elvastagodnak. Oldalt erősen rögzül a (caput mandibulae) pólusaihoz és az ízületi tokhoz, így az ízületet két egymással nem közlekedő üregre osztja: egy felső, (discotemporalis), és egy alsó (discomandibularis) üregre. Hátul a korong két lemezre oszlik. A felső a halántékcsonthoz rögzül és inkább rugalmas rostokat tartalmaz, ezeknek a discus visszahúzásában van szerepük. Az alsó az állkapocs fejecséhez tapad, elsősorban kollagén rostokat tartalmaz. A két lemez közé egy vérereket tartalmazó kötőszöveti réteg kuszik be. Az ízületi korong elülső részébe a musculus pterygoideus lateralis rostjai sugároznak.
- Ízületi tok (capsula articularis) – egy rostos tok, ami beborítja az előbbieket. A halántékcsonton a (tuberculum articulare) előtt, a járomív hátulsó gyökerén, a (fissura petrotympanica) elülső peremén, és a (spina sphenoidalison) tapad. A (mandibula) fejének odalsó pólusain erőteljesen tapad. Hátul az ízfelszín alatt egy érdes háromszögletű területen, elöl az ízfelszín szélén rögzül.
- Ízületi szalagok:
  - a tok saját szalagja a ligamentum laterale – tulajdonképpen a tok külső megvastagodása. Rostjai a járomív elülső gyökén erednek, onnan lefele és hátra konvergálnak, majd a mandibula nyakának oldalsó és hátsó peremén tapadnak. Szerepe a (mandibula) hátracsúszásának a megakadályozása.
  - járulékos szalagok: a ligamentum sphenomandibulare – a (spina sphenoidalisról) a (lingula mandibulaehoz) húzódik; a ligamentum stylomandibulare – a (processus styloideusról) ered és az (angulus mandibulaen) tapad

Az ízületi szalagok szerepe, hogy a koponyához rögzítsék az állkapcsot, és hogy határt szabjanak az elmozdulásoknak.

## Működése
Az állcsont mozgásait leginkább a rágóizmok működése, nem pedig az ízületi felszínek alakja és a szalagok határozzák meg.
Mozgását 3 fő kategóriába lehet sorolni:
1) A száj nyitása és zárása frontális síkban (depressio és elevatio/occlusio).
Az ízület két résében két különböző mozgás valósul meg. Az alsó, discomandibularis üregben forgó mozgás történik egy harántirányú tengely körül (az állkapocs feje (caput mandibulae) előrefelé forog a saját tengelye körül). Az articulatio discomandibularis egy forgó (ginglymus) ízületként működik. Ez a mozgás zajlik le egy kb. 15°-os szájnyitásig (mikor az alsó és felső metszőfogak (dens incisivus) közötti távolság nem több, mint 2 cm). További szájnyitáshoz már a felső üregben zajló csúszó mozgás is szükséges. Ilyenkor az oldalsó röpizom nemcsak az állkapocs fejecsét húzza előre a (tuberculum articularen), hanem az ízületi korongot is. A szájnyitás és zárás tényleges ízületi tengelye a kétodali (foramen mandibulaet) összekötő haránt vonal. (Ez megakadályozza a nervus alvolaris inferior megfeszülését, egyben a mandibula nyitásával és zárásával meghatározható a foramen helye az ideg vezetéses érzéstelenítéséhez.)
2) Az állkapocs (mandibula) előretolása (protrusio) és visszahúzása (retrusio).
Az állkapocs teste vízszintes síkban mozog. A mozgások terjedelme mindössze 1–2 mm, az előretolás gátja a tuberculum articulare, a visszahúzásé a külső hallójárat fala.
3) Örlőmozgások.
Rágáskor az állkapocs két feje ellentétes irányba mozog egy függőleges tengely körül. Az articulatio temporomandibularisokban az őrlő mozgást forgó mozgás egészíti ki, mivel a fogak rágás közben nemcsak oldalra mozognak, de zúznak is.
Oldalmozgásnál az egyik ízületben csúszó mozgás valósul meg (ez az ún. balanszoldal), a másikban (amelyik fele történik az eltolás) forgó mozgás (munkaoldal). Ilyen mozgások (azaz nyitó-záró és oldalmozgások) bonyolult egymásutánisága zajlik le rágáskor.